# الجزيرة العارية
الجزيرة العارية (اليابانية: 裸の島، بالحروف اللاتينية: Hadaka no Shima) هو فيلم أبيض وأسود ياباني إنتاج عام 1960، من إخراج كانيتو شيندو، تمت كتابة موسيقى الفيلم التصويرية المصاحبة للفيلم من قبل هيكارو هاياشي.يحكي عن الحياة القاسية والدرامية لعائلة فلاحية على جزيرة في البحر الداخلي لليابان، والتي يرتبط مصيرها بندرة المياه، يتميز الفيلم بعدم وجود حوار منطوق تقريبًا من خلال إزالة الحوار وتصوير العمالة والدراما وجمال الطبيعة، يحرر شيندو فيلمه من أي حواجز ثقافية.
قرر المخرج وكاتب السيناريو كانيتو شيندو صنع فيلم بدون أي حوار. كانت شركة الإنتاج المستقلة كينداي إيغا كيوكاي على وشك الإفلاس وقت إنتاج هذا الفيلم، وأنفق شيندو أمواله في صنع الفيلم. المفارقة العجيبة عمل النجاح المالي للفيلم أنقذ الشركة، يذكر أن الممثل الرئيسي تايجي تونوياما عانى من مرض الكبد الحاد بسبب إدمان الكحول، لكنه استعاد صحته لعدم توفر الكحول بالقرب من موقع التصوير، جعل شيندو الممثلين يحملون عمدًا دلاءً من الماء محملة بكثرة حتى تظهر الأدوات التي كانوا يستخدمونه وكأنه تنحني، مما يرمز إلى قسوة حياتهم.

## السيناريو
يصور الفيلم عائلة صغيرة مكونة من زوج وزوجة وولدين، يكافحون من أجل البقاء على جزيرة صغيرة في بحر سيتو الداخلي في جزيرة سوكون في ميهارا، هيروشيما، على مدار فترة سنة. وهم سكان الجزيرة الوحيدون، ويعيشون على الزراعة. ويجب عليهم أن يحملوا الماء بشكل متكرر لنباتاتهم ولأنفسهم في قارب مجداف من جزيرة مجاورة.
عندما يصطاد الأولاد سمكة كبيرة، تسافر العائلة إلى أونوميتشي بالعبّارة، حيث يبيعونها لبائع سمك، ثم يأكلون في مطعم حديث.
وبينما يكون الوالدان بعيدًا عن الجزيرة، يصاب الابن الأكبر بالمرض. يركض الأب اليائس للعثور على طبيب ليأتي لعلاج ابنه، ولكن عندما يصلون، يكون الصبي قد مات بالفعل. بعد جنازة الصبي، التي يحضرها زملاء الصف من مدرسته في الجزيرة المجاورة، تستأنف الأسرة حياتها الصعبة، مع فرصة محدودة للغاية للحزن.

## الجوائز
- مهرجان موسكو السينمائي الدولي 1961.حصل على جائزة الكبرى[4]
- مهرجان تاورمينا السينمائي 1962 حصل على جائزة جولدن تشاريبديس

## الترشيحات والاختيارات
- المجلس الوطني للمراجعة 1962 صنف في أفضل فيلم أجنبي.[5]
- جوائز البافتا 1963 ضمن الترشيحات لأفضل فيلم.[6]

## روابط خارجية
- "裸の島 (Hadaka no shima)" (باليابانية). قاعدة بيانات الأفلام اليابانية. Archived from the original on 2023-04-17. Retrieved 2007-07-13.
- الجزيرة العارية  في قاعدة بيانات الأفلام على الإنترنت (بالإنجليزية)
- الجزيرة العارية في روتن توميتوز.
- الجزيرة العارية على موقع أول موفي.
- The Naked Island: The Silence of the Sea an essay by هادن غيست at the Criterion Collection